# Nový Klenovec
Nový Klenovec, také Nové Klenovce (ukrajinsky Новий Кленовець, maďarsky Nyárasdomb) je bývalá vesnice na Ukrajině, v Zakarpatské oblasti, v okrese Mukačevo

## Historie
Nový Klenovec je bývalá vesnice na Ukrajině v Zakarpatské oblasti. První Slováci ze slovenské obce Klenovec se v ní usadili v roce 1827 a osadu pojmenovali Nový Klenovec. Postavili evangelický kostel a školu. Když silná bouře zničila půl vesnice i kostel, její obyvatelé postavili nový kamenný kostel svatého Michaela, který byl vysvěcen v roce 1896. 
Do Trianonské smlouvy ležela ves na území Uher. V roce 1910 z jejích 499 obyvatel bylo 17 Maďarů, 79 Němců, 387 Slováků a 16 Rusínů, z toho 16 římských katolíků, 33 řeckokatolíků, 373 evangelíků a 77 izraelitů. 
Poté se stal Nový Klenovec součástí Československa. Byl zde obecní notariát a poštovní úřad. Po krátkém období nezávislé republiky Karpatská Ukrajina byla ves obsazena Maďarskem. Od roku 1945 patřil Nový Klenovec Ukrajinské sovětské socialistické republice, která byla součástí SSSR. Po druhé světové válce se Slováci nechtěli smířit s bolševickým režimem a více než tisíc lidí odešlo na Slovensko. 
V roce 1949 byl místní chrám přeměněn na skladiště místního JZD a věž byla rozebrána.

## Současnost
Nový Klenovec je spojen s ukrajinským Klenovcem (ukrajinsky Кленовець). V roce 1990 obyvatelé upravili bývalý evangelický kostel, udělali nový ikonostas, na novou věž instalovali tři zvony. V roce 1991 byl chrám vysvěcen.

## Osobnosti
- Pavel Lukáč (* 1935), profesor na katedře fyziky pevných látek matematicko–fyzikální fakulty Univerzity Karlovy.[2]